# هرلی (میزوری)
هرلی (به انگلیسی: Hurley) یک شهر در ایالات متحده آمریکا است که در شهرستان استون، میزوری واقع شده‌است. هرلی ۱٫۱۷ کیلومتر مربع مساحت و ۱۷۸ نفر جمعیت دارد و ۳۳۳ متر بالاتر از سطح دریا قرار دارد.